# Fernando I das Duas Sicílias
Fernando I (Nápoles, 12 de janeiro de 1751 – Nápoles, 4 de janeiro de 1825), apelidado de "Rei Narigudo", foi o Rei das Duas Sicílias desde a sua unificação em 1816 até à data da sua morte. Antes fora Rei da Sicília como Fernando III de 1759 até 1816 e Rei de Nápoles como Fernando IV em três períodos diferentes, de 1759 até ser deposto em janeiro de 1799 pela República Partenopeia, de junho de 1799 até ser deposto novamente em 1806 por Napoleão Bonaparte, e por fim entre 1815 e 1816.
Era o terceiro filho do rei Carlos III de Espanha e de sua esposa, a princesa Maria Amália da Saxônia. Ascendeu aos tronos siciliano e napolitano depois da abdicação de seu pai, que havia ascendido ao trono espanhol após a morte do rei Fernando VI. Dessa forma, Fernando fundou o ramo da Casa de Bourbon-Duas Sicílias, que governou o reino até seu fim em 1861.

## Títulos
Fernando foi nomeado ao mesmo tempo Fernando III da Sicília e Fernando IV de Nápoles. No dia 23 de Janeiro de 1799, o Reino de Nápoles foi abolido, sendo substituído pela República Napolitana ou República Partenopeia que durou apenas até ao dia 13 de junho de 1799. Fernando recuperou o seu trono durante um curto período de tempo. No dia 30 de março de 1806, Napoleão Bonaparte declarou que Fernando estava deposto e substituiu-o pelo seu próprio irmão, José Bonaparte. Fernando recuperou o trono pela terceira vez após a sua vitória na Batalha de Tolentino (3 de maio de 1815) sobre o monarca rival, Joaquim I. A 8 de Dezembro de 1816, uniu os tronos da Sicília e de Nápoles, criando o Reino das Duas Sicílias e continuou a reinar até à sua morte a 4 de janeiro de 1825. Apesar de tudo, o seu reinado foi dominado pela sua esposa.

## Infância

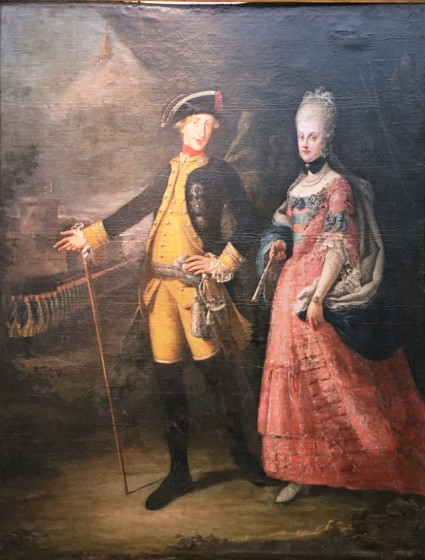
Retrato a óleo de Ferdinand IV e Maria Carolina da Áustria, por Francesco Liani, c. 1750-1800.

Fernando nasceu em Nápoles. Quando o seu pai subiu ao trono de Espanha em 1759, segundo os tratados que proibiam a união das duas coroas, Fernando sucedeu-o como rei de Nápoles, sob uma regência presidida pelo toscano Bernardo Tanucci. Um político capaz e ambicioso, Tanucci reteve em si grande parte das decisões do reino, acabando por dar uma educação negligente ao jovem rei, incentivando o seu amor pelo prazer, a sua preguiça e a sua dedicação excessiva aos desportos praticados ao ar livre. Fernando tinha um porte atlético, mas era ignorante, mal educado, viciado em divertimentos baixos; adorava a companhia dos lazzaroni, falava o seu idioma e praticava os seus costumes, chegando mesmo a vender peixe no mercado, onde regateava o preço.

## Reinado

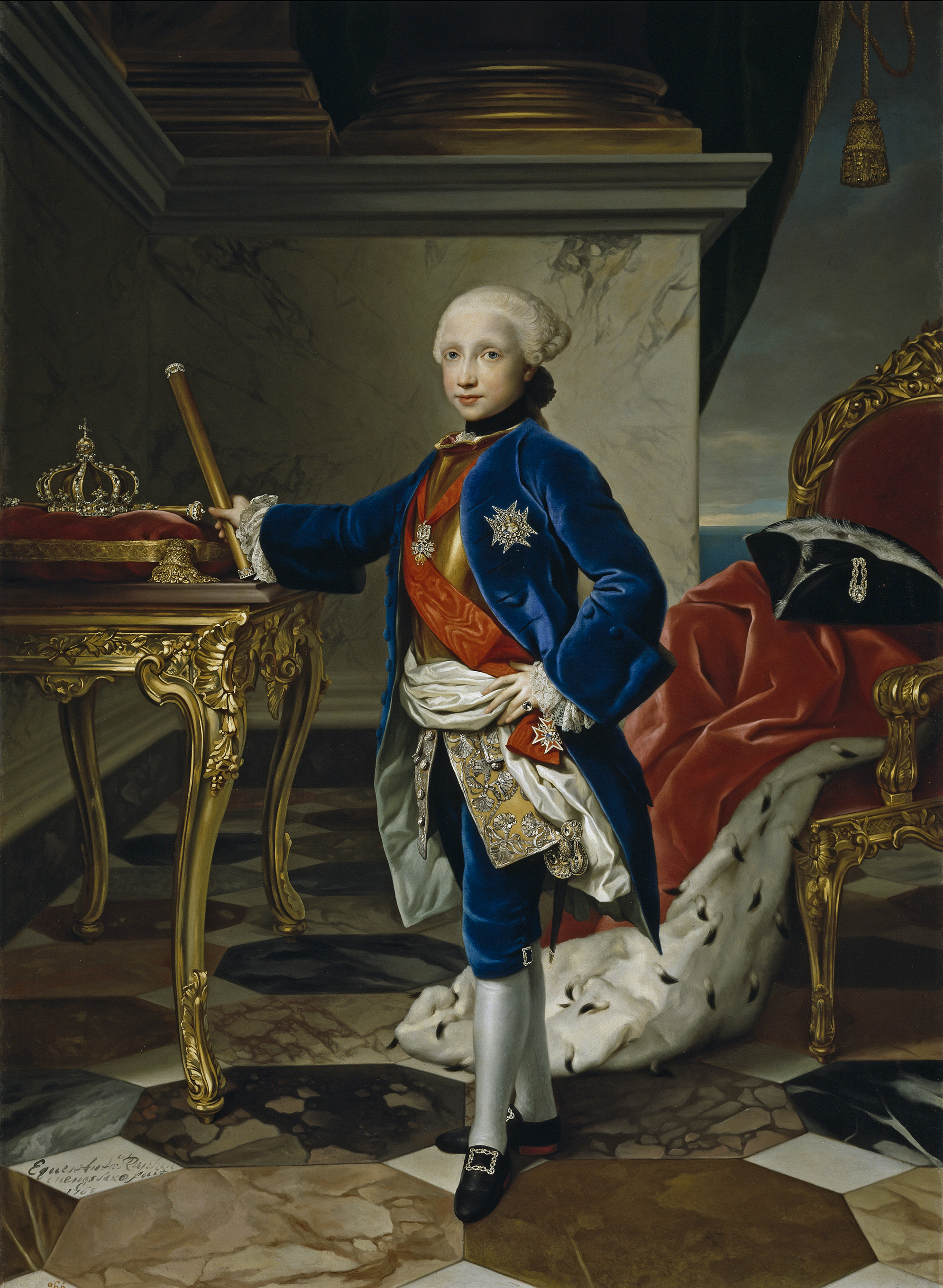
Fernando IV aos nove anos de idade Por Anton Raphael Mengs, 1780, Museu do Prado

Fernando atingiu a maioridade em 1767 e o seu primeiro ato foi a expulsão dos jesuítas. No ano seguinte, casou-se com a arquiduquesa Maria Carolina, filha da imperatriz Maria Teresa. Através do contrato de casamento, a rainha teria voto no conselho de estado após o nascimento do seu primeiro filho varão e ela não demorou a apoderar-se deste meio de influência política.
Tanucci, que tentou travá-la, foi dispensado em 1777. O inglês sir John Acton que, em 1779, foi nomeado comandante da marinha, conquistou o favor de Maria Carolina, apoiando a sua ideia de livrar o reino de Nápoles da influência espanhola, garantindo a sua aproximação da Áustria e da Grã-Bretanha. Mais tarde, Acton acabaria por se tornar numa espécie de primeiro-ministro. Embora tenha sido apenas um aventureiro usurpador, foi o grande responsável por reduzir a administração interna do país a um sistema de espionagem, corrupção e crueldade.
Quando rebentou a Revolução Francesa em 1789, a corte napolitana não se mostrou hostil ao movimento e a rainha chegou mesmo a simpatizar com os ideais da época. No entanto, quando o rei Luís XVI, primo direito de Fernando, e a rainha Maria Antonieta, irmã de Maria Carolina, foram executados após a abolição da monarquia, os reis de Nápoles juntaram-se à Primeira Coligação contra a França em 1793.

### A ocupação francesa e a República Partenopeia
Apesar de se ter conseguido um acordo de paz com a França em 1798, as exigências do Directório Francês, cujas tropas ocupavam Roma, alarmaram uma vez mais o rei que, instigado pela esposa, aproveitou o facto de Napoleão Bonaparte estar no Egipto e as vitórias de lorde Horatio Nelson para entrar em guerra. Marchou com o seu exército contra os franceses e entrou em Roma a 29 de novembro. No entanto, quando algumas das suas colunas foram derrotadas, Fernando apressou-se a regressar a Nápoles e, quando os franceses se aproximavam do seu reino, fugiu a bordo do HMS Vanguard, comandado por lorde Nelson, para a Sicília, deixando a sua capital num estado de anarquia.
Os franceses entraram na cidade apesar da forte resistência dos Lazzaroni e, com o apoio da nobreza e da burguesia, criaram a República Partenopeia em janeiro de 1799. Quando, algumas semanas depois, as tropas francesas foram chamadas para o norte de Itália, Fernando enviou uma força de batalha reunida à pressa e comandada pelo cardinal Ruffo para reconquistar o território continental. Com o apoio da artilharia britânica, da igreja e da aristocracia a favor dos Bourbon, Ruffo conseguiu a vitória, chegando a Nápoles em maio de 1800, data em que a república foi derrubada. Alguns meses depois, Fernando regressou ao seu trono.
O rei e, acima de tudo a rainha, queriam que não houvesse misericórdia para os rebeldes e Maria Carolina (irmã de Maria Antonieta, executada pelos franceses) recorreu a lady Hamilton, a amante de lorde Nelson, para incentivar o almirante a levar a cabo a vingança.

## Terceira coligação

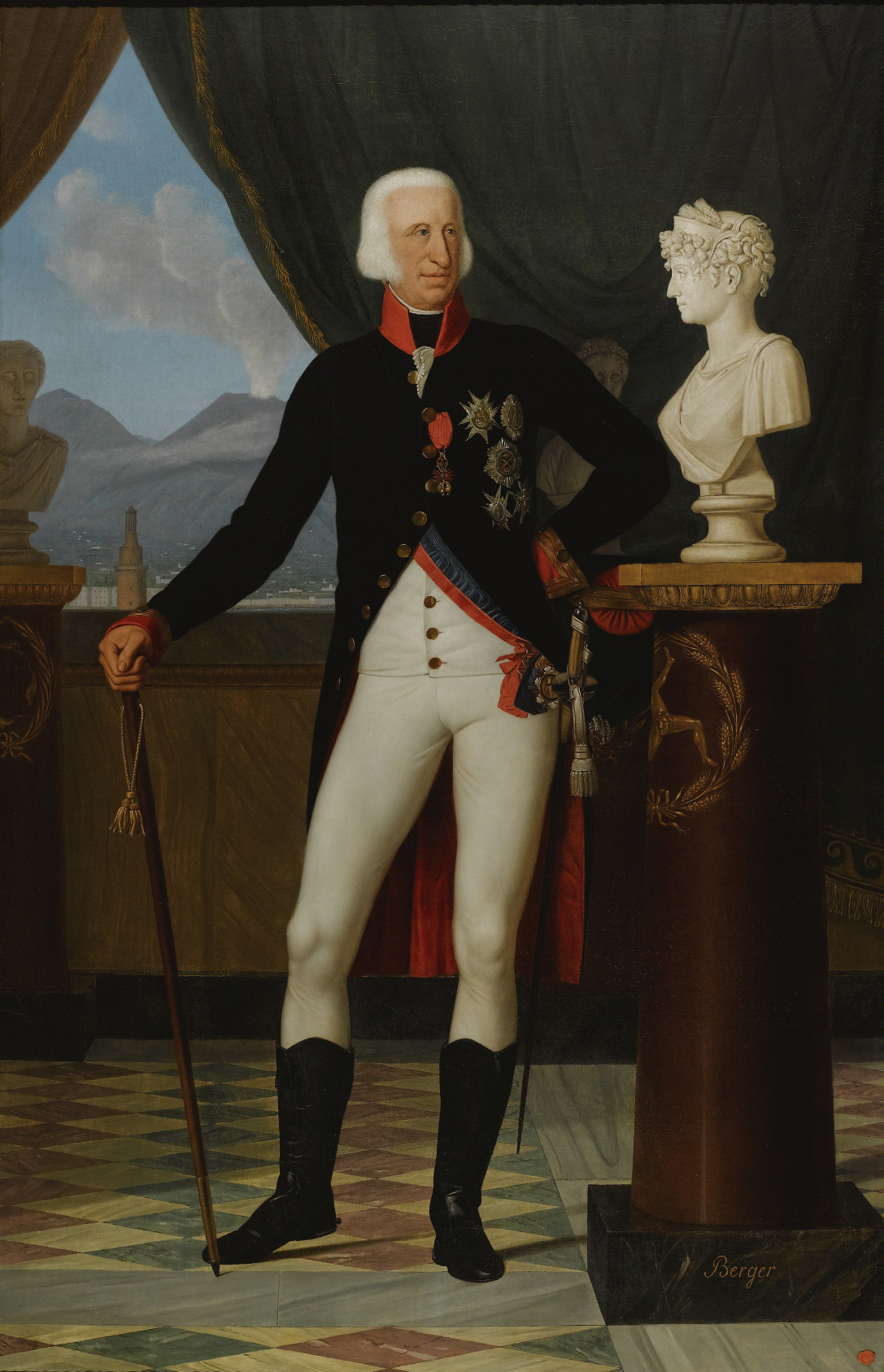
Fernando I de Nápoles Por Jacques Berger

O rei regressou a Nápoles pouco depois e ordenou que algumas centenas de pessoas que tinham colaborado com os franceses fossem executadas. Esta acção apenas terminou quando os sucessos militares dos franceses o forçaram a concordar com um tratado que incluía um acordo de amnistia dos membros do partido francês. Quando rebentou a guerra entre o Império Francês e o Império Austríaco em 1805, Fernando assinou um tratado de neutralidade com a Áustria, mas, alguns dias depois, aliou-se com ela e permitiu que uma força militar anglo-russa passasse por Nápoles. (Ver Terceira Coligação).
A vitória dos franceses na Batalha de Austerlitz a 2 de dezembro, permitiu que Napoleão enviasse um exército para o sul de Itália. Fernando fugiu para Palermo (a 23 de janeiro de 1806), seguido pouco tempo depois pela sua esposa e filho. A 14 de fevereiro de 1806, os franceses voltaram a entrar em Nápoles. Napoleão declarou que a dinastia dos Bourbon tinha abandonado a coroa e proclamou o seu irmão José rei de Nápoles e da Sicília. No entanto, Fernando continuou a reinar na Sicília sob protecção britânica, tornando-se o primeiro rei desse território a lá viver.
Há muito tempo que existiam instituições parlamentares de tipo feudal na ilha e lorde William Bentinck, embaixador britânico, insistiu que era necessário reformar a sua constituição, seguindo as linhas de pensamento britânicas e francesas. O rei acabaria por praticamente abdicar do seu poder, nomeando o seu filho Francisco como regente e, perante a insistência de Bentink, a rainha foi exilada na Áustria, onde acabaria por morrer em 1814.

## Restauração
Após a queda de Napoleão, Joaquim Murat, que tinha sucedido a José Bonaparte como rei de Nápoles em 1808, perdeu o trono durante a Guerra Napolitana e Fernando regressou a Nápoles. Através de um tratado secreto, comprometeu-se a não levar a cabo reformas constitucionais com as quais a Áustria não concordasse. No entanto, apesar de, no geral, ter agido de acordo com a política de Metternich de preservar o status quo e de manter mantido o sistema legislativo e administrativo de Murat apenas com algumas alterações, aproveitou-se da situação e aboliu a constituição da Sicília, violando o seu juramento, e a proclamar a união dos dois estados no Reino das Duas Sicílias (12 de dezembro de 1816).
Fernando obedecia agora completamente à Áustria ao ponto de um austríaco, o conde Nugent, ser nomeado comandante-em-chefe do exército. Nos quatro anos seguintes, Fernando reinou como monarca absoluto nos seus domínios, sem realizar qualquer reforma constitucional.

## A revolução de 1820
A supressão das opiniões liberais levou a um aumento alarmante da influência da Carbonária, uma sociedade secreta, que, com o passar do tempo, acabaria por afectar grande parte do exército. Em julho de 1820, rebentou uma revolta militar liderada pelo general Guglielmo Pepe e Fernando foi forçado a assinar uma constituição que seguia o modelo da Constituição Espanhola de 1812. Por outro lado, uma revolta na Sicília a favor da recuperação da independência foi suprimida pelas tropas napolitanas.
O sucesso da revolução militar em Nápoles, alarmou muito as potências da Sacra Aliança, que temiam o seu alastramento para outros estados italianos e, assim, cause um conflito europeu generalizado. O Protocolo Troppau de 1820 foi assinado por Áustria, Prússia e Rússia. Apesar de Fernando ter sido convidado a participar no Congresso de Laibach (1821), que acabaria por ser adiado, o rei de Nápoles acabaria por não se distinguir. Jurou por duas vezes manter a nova constituição, mas logo que saiu de Nápoles tinha repudiado os seus juramentos e, em cartas dirigidas a todos os soberanos da Europa, declarou que as suas acções tinham sido nulas e sem fundamento jurídico. Metternich não teve qualquer dificuldade em persuadir o rei a permitir a entrada do exército austríaco em Nápoles para "restaurar a ordem".
Os napolitanos, comandados pelo general Pepe, não tentaram defender os difíceis desfiladeiros de Abruzos e foram derrotados em Rieti (7 de Março de 1821). Os austríacos entraram em Nápoles.

## Últimos anos
Após a vitória da Áustria, o parlamento foi dissolvido e Fernando suprimiu os liberais e a Carbonária. A vitória foi utilizada pela Áustria para aumentar ainda mais o seu poder na política interna e externa de Nápoles. O conde Karl Ludwig von Ficquelmont foi nomeado embaixador da Áustria em Nápoles, acabando por praticamente administrar o país, assim como gerir a ocupação e aumento da influência austríaca nas elites napolitanas.
Fernando morreu em Nápoles em janeiro de 1825.

## Descendência
| Nome                                       | Pintura | Nascimento                                      | Morte                                                  | Observações |
| ------------------------------------------ | ------- | ----------------------------------------------- | ------------------------------------------------------ | --- |
| Maria Teresa de Nápoles e Sicília          |         | Palácio Real de Nápoles, 6 de junho de 1772     | Palácio Imperial de Hofburg, 13 de abril de 1807       | Batizada com o nome de sua avó materna Maria Teresa da Áustria, ela se casou com seu primo Francisco I da Áustria em 1790; teve descendência.                                                                                              |
| Luísa das Duas Sicílias                    |         | Palácio Real de Nápoles, 27 de julho de 1773    | Palácio Imperial de Hofburg, 19 de setembro de 1802    | Casou-se com seu primo Fernando III, Grão-Duque da Toscana em 1790, com descendência; |

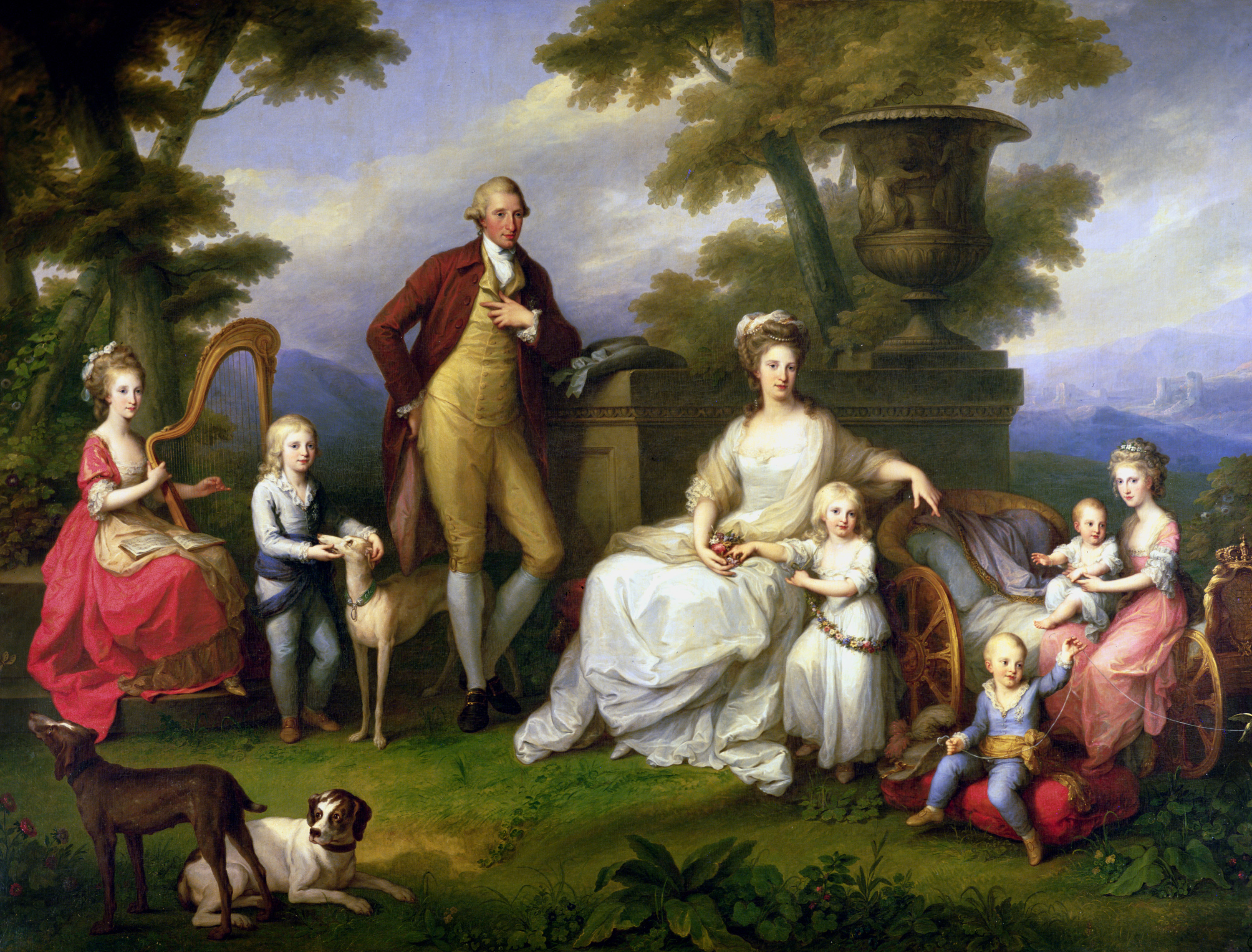
Fernando IV de Nápoles e sua família, por Angelika Kauffmann em 1783 no Museu de Capodimonte. Esquerda para direita: Maria Teresa, Francisco, Frederico, rei Fernando I, rainha Maria Carolina com Maria Cristina, José e Maria Amélia com a princesa Luísa.

| Carlos, Duque da Calábria                  |         | Palácio Real de Caserta, 6 de janeiro de 1775   | Palácio Real de Caserta, 17 de dezembro de 1778        | Morreu de varíola. |
| Maria Ana de Nápoles e Sicília             |         | Palácio Real de Nápoles, 23 de novembro de 1775 | Palácio Real de Nápoles, 22 de fevereiro de 1780       | Morreu de varíola. |
| Francisco I das Duas Sicílias              |         | Nápoles, 14 de agosto de 1777                   | Nápoles, 8 de novembro de 1830                         | Foi rei das Duas Sicílias de 1825 a 1830. Casou-se pela primeira vez com sua prima Maria Clementina da Áustria em 1797, com descendência; casou-se pela segunda vez com sua outra prima Maria Isabel da Espanha em 1802, com descendência. |
| Maria Cristina de Nápoles e Sicília        |         | Palácio Real de Caserta, 17 de janeiro de 1779  | Savona, 11 de março de 1849                            | Gêmea de Maria Cristina Amélia. Casou-se com Carlos Félix da Sardenha em 1807, sem descendência; foi ela quem ordenou as escavações de Tusculum.                                                                                           |
| Maria Cristina Amélia de Nápoles e Sicília |         | Palácio Real de Caserta, 17 de janeiro de 1779  | Palácio Real de Caserta, 26 de fevereiro de 1783       | Gêmea de Maria Cristina; morreu de varíola. |
| Januário de Nápoles e Sicília              |         | Palácio Real de Nápoles, 12 de abril de 1780    | Palácio Real de Caserta, 2 de janeiro de 1789          | Morreu de varíola. |
| José de Nápoles e Sicília                  |         | Palácio Real de Nápoles, 18 de junho de 1781    | Palácio Real de Caserta, 19 de fevereiro de 1783       | Morreu de varíola. |
| Maria Amélia de Nápoles e Sicília          |         | Palácio Real de Caserta, 26 de abril de 1782    | Claremont House, 24 de março de 1866                   | Casou-se com Luís Filipe I de França em 1809, com descendência; Rainha Consorte da França de 1830–1848; morreu no exílio na Inglaterra. |
| Maria Cristina                             |         | Palácio Real de Caserta, 19 julho de 1783       | Palácio Real de Caserta, 19 de julho de 1783           | Natimorta. |
| Maria Antônia de Nápoles e Sicília         |         | Palácio Real de Caserta, 14 de dezembro de 1784 | Palácio Real de Aranjuez , 21 de maio de 1806          | Casou-se com Fernando, Príncipe das Astúrias em 1802, sem descendência; morreu de tuberculose. |
| Maria Clotilde de Nápoles e Sicília        |         | Palácio Real Caserta, 18 de fevereiro de 1786   | Palácio Real de Caserta, 10 de setembro de 1792        | Morreu de varíola. |
| Maria Henriqueta de Nápoles e Sicília      |         | Palácio Real de Nápoles, 31 de julho de 1787    | Palácio Real Caserta, 20 de setembro de 1792           | Morreu de varíola. |
| Carlos Januário de Nápoles e Sicília       |         | Nápoles, 26 de agosto de 1788                   | Palácio Real de Caserta, 1 de fevereiro de 1789        | Morreu de varíola. |
| Leopoldo, Príncipe de Salerno              |         | Nápoles, 2 de julho de 1790                     | Nápoles, 10 de março de 1851                           | Casou-se com sua sobrinha Clementina da Áustria em 1816, com descendência. |
| Alberto de Nápoles e Sicília               |         | Palácio Real de Nápoles, 2 de maio de 1792      | Morreu a bordo do HMS Vanguard, 25 de dezembro de 1798 | Morreu de exaustão a bordo do HMS Vanguard. |
| Maria Isabel de Nápoles e Sicília          |         | Nápoles, 2 de dezembro de 1793                  | Nápoles, 23 de abril de 1801                           | Morreu na infância. |